# Werner Herzog
Werner Herzog, ursprungligen Werner Herzog Stipetić, född 5 september 1942 i München, Bayern, är en tysk filmregissör. Han var en av företrädarna för den nya tyska filmen men gjorde senare internationell karriär och är numera främst verksam i USA. Han är känd för sin excentriska personlighet och distinkta röst.
Herzog slog igenom internationellt med filmen Kaspar Hauser vid filmfestivalen i Cannes, som fick Juryns stora pris där 1975. Ett genomgående tema i Herzogs filmer är konflikten mellan människan och naturen, och han skildrar ofta udda personligheter och män med storslagna visioner, i såväl dokumentär- som spelfilmer. I flera av hans filmer har skådespelaren Klaus Kinski huvudrollen.  

## Biografi
Werner Herzog växte upp i byn Sachrang i Bayern, nära gränsen till Österrike. Familjen hade flytt dit efter att deras hus förstörts i bombangreppen mot München. Vid tolv års ålder flyttade han, tillsammans med sin kroatiska mor, tillbaka till München. Under en tid delade Herzog och modern rum med Klaus Kinski, som redan då hade utvecklat en förkärlek för excentriska utspel. Det blev inledningen till ett livslångt komplicerat vänskapsförhållande mellan de båda, vilket Herzog skildrade i dokumentärfilmen Min bäste ovän.
Herzog, som aldrig hört talas om bio förrän han såg sin första film vid elva års ålder, började efter studentexamen ägna sig åt filmregi, samtidigt som han läste litteratur- och teatervetenskap. 
År 1962 offentliggjorde Herzog sin första film, den tolv minuter långa kortfilmen Herakles, och året efter grundade han sitt eget produktionsbolag Werner Herzog Filmproduktion i München. Sin första långa spelfilm, Lebenszeichen ("Livstecken", 1968) spelade han in när han var 24 år gammal.
År 1967 gifte sig Herzog med Martje Grohmann. Deras son Rudolph Amos Achmed föddes 1973. Han har dessutom en dotter (född 1980) med Eva Mattes och en son (född 1989) med Maria Ebenberger, som han gifte sig med 1987. Sedan 2006 är han gift med Lena Herzog.

## Verk
Bland Werner Herzogs verk återfinns vid sidan av hans många spelfilmer också åtskilliga dokumentärfilmer. Efter Cobra Verde (1988) har han bara spelat in enstaka spelfilmer och framför allt ägnat sig åt dokumentärer för tv och bio. Även tidigt under sin karriär regisserade han regelbundet dokumentärfilmer, men då av mer konstnärlig och experimentell karaktär, exempelvis Fata Morgana (1970). Hans syn på dokumentärfilmen stod redan tidigt klar: han avfärdade cinéma vérité och tanken på att kameran kunde återskapa autenticitet. Istället lade han betoningen på regissörens egna perspektiv, ett synsätt som innebär att regissören tillåts manipulera och estetisera dokumentärfilmen på ett sätt som var främmande för företrädare för den mer realistiska regissörsskolan.
Efter att ha börjat göra dokumentärfilmer med sin egen, engelsktalande berättarröst så började Herzog efterfrågas som skådespelare, framförallt i animerade filmer, då hans distinkta röst och dialekt började uppmärksammas. 

## Filmografi i urval
- 1968 – Lebenszeichen
- 1970 – Dvärgar har också varit små
- 1970 – Fata Morgana
- 1972 – Aguirre – Guds vrede
- 1974 – Kaspar Hauser – var och en för sig och Gud mot alla
- 1976 – Hjärta av glas
- 1977 – Balladen om Bruno S
- 1979 – Woyzeck
- 1979 – Nosferatu - nattens vampyr
- 1982 – Fitzcarraldo
- 1984 – Där de gröna myrorna drömmer
- 1988 – Cobra Verde
- 1992 – Lessons of Darkness
- 1995 – Tod für fünf Stimmen
- 1997 – Lille Dieter måste flyga
- 1999 – Min bäste ovän
- 1999 – Julien Donkey-Boy (roll)
- 1999 – Invincible
- 2005 – Grizzly Man
- 2007 – Rescue Dawn
- 2007 – Mister Lonely (roll)
- 2009 – Bad Lieutenant: Port of Call New Orleans (regi)
- 2010 – My Son, My Son, What Have Ye Done
- 2011 – Into the Abyss
- 2012 – Jack Reacher (roll)
- 2013 – Det blåser upp en vind (röst, engelskspråkig verson)
- 2013 – Det andra Heimat (roll)
- 2013 – Pingvinerna från Madagaskar (röst)
- 2015 – Queen of the Desert
- 2016 – Lo and behold, reveries of the connected world
- 2016 – Salt and Fire
- 2016 – In i Infernot